# 德柳冰川

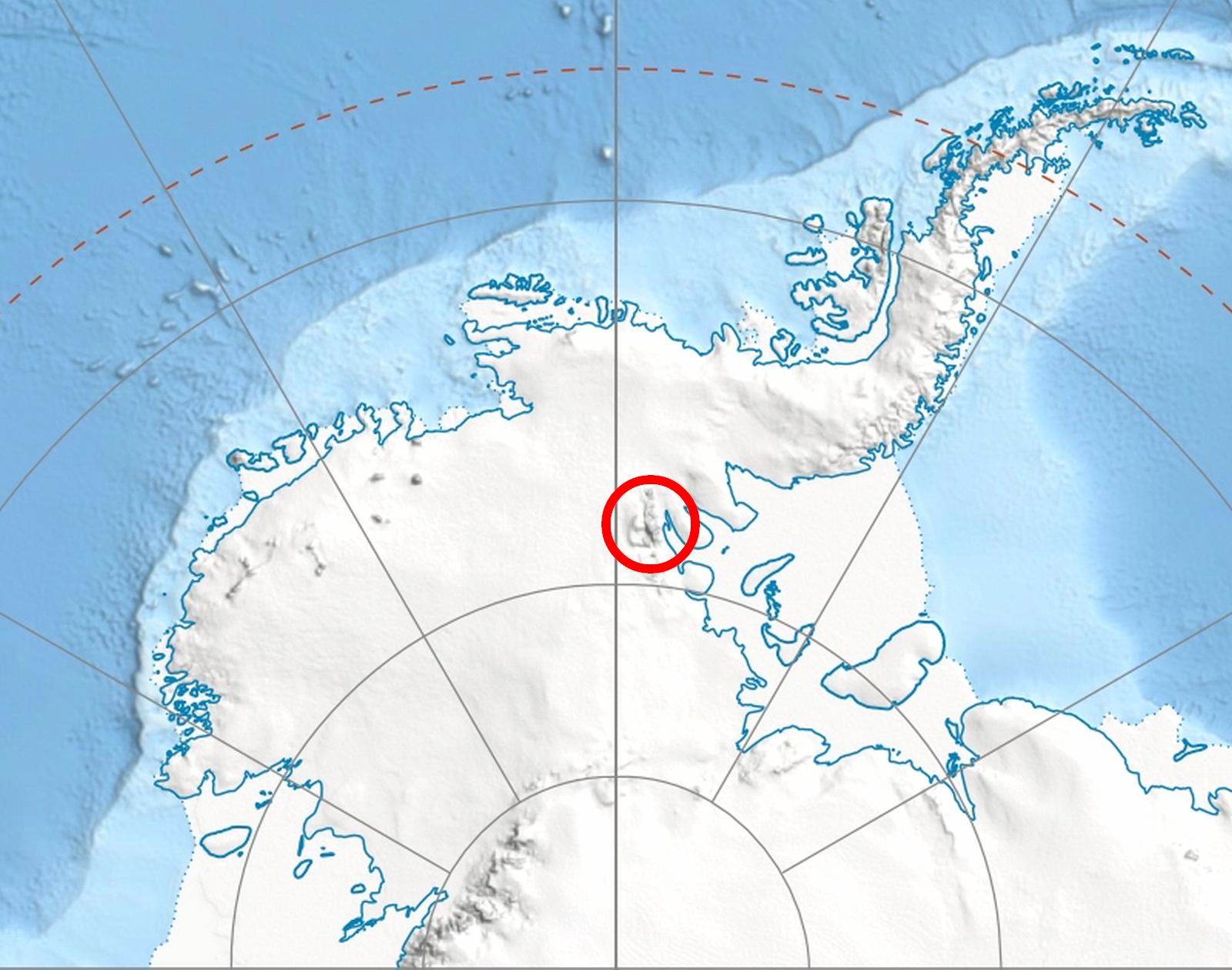

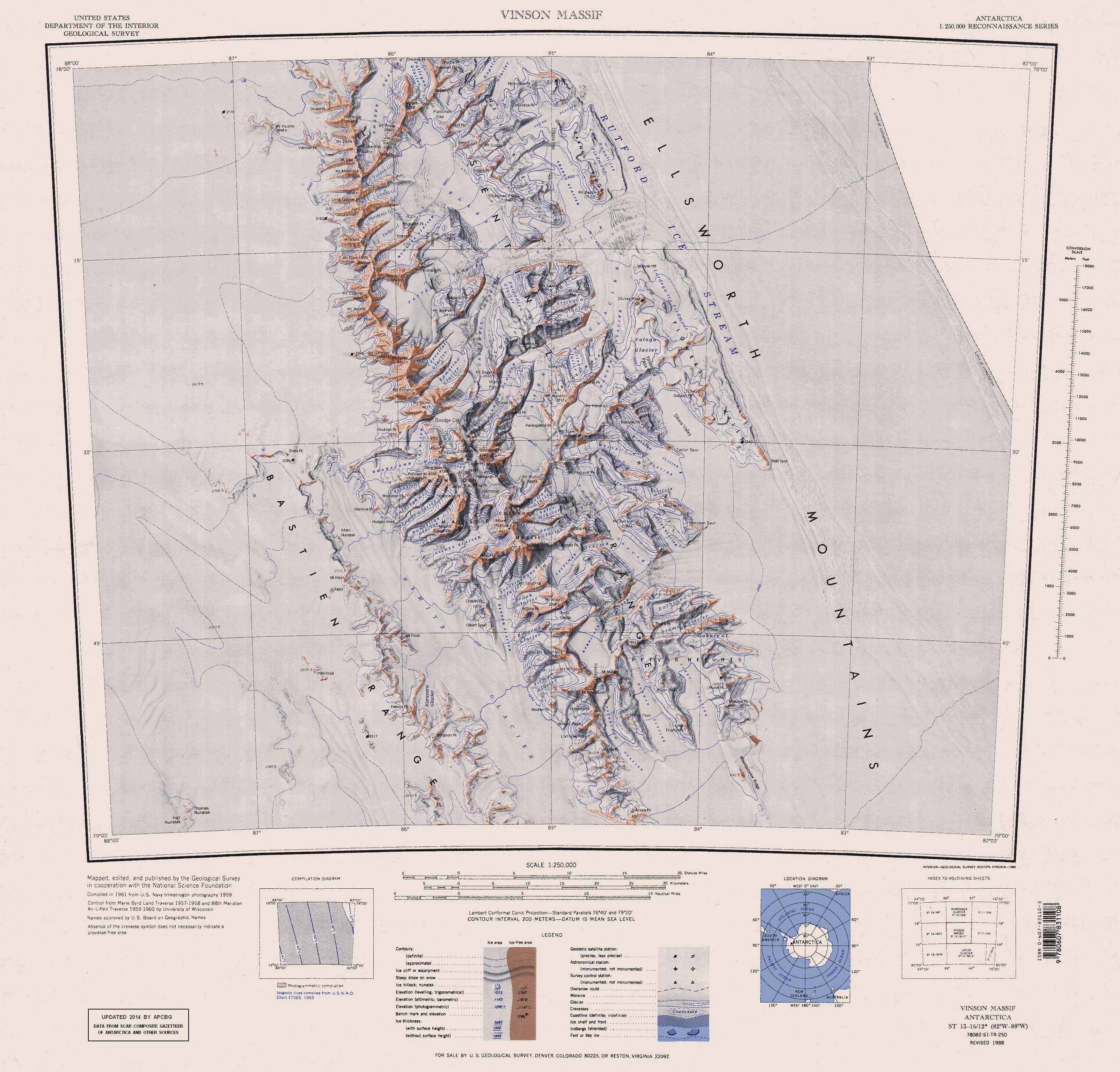

德柳冰川（英語：Delyo Glacier），是南極洲的冰川，位於埃爾斯沃思地中埃爾斯沃思山脈的森蒂納爾嶺地區，長8公里、寬2.7公里，處於魯姆亞納冰川西北面和伯德尼斯冰川南面，流經吉奧維內托山北坡和菲茨山東坡，最終在布魯蓋爾峰以北注入埃倫冰川，現時由南極條約體系管理。